# Inmigración peruana en Italia
Los peruanos son los ciudadanos latinoamericanos más numerosos de la inmigración en Italia y la quinta comunidad peruana más numerosa fuera del Perú, después de la que reside en Estados Unidos, Argentina, Chile y España, según el «Perfil Migratorio del Perú» de la Organización Internacional para las Migraciones, que informa que el 10% de los peruanos en el extranjero reside en Italia. Más de unos 109 000 peruanos poseen permiso de estadía en Italia, siendo la segunda comunidad hispanohablante después de los españoles. De los inmigrantes en Italia, los peruanos representan el 2%.
La comunidad de peruanos más grande en Italia se encuentra en Lombardía. Las principales ciudades con comunidades peruanas son Milán, Roma, Turín, Florencia, Génova y Bolonia.
Según el Centro Estudios e Investigación Idos, la mayoría de los peruanos radicados son mujeres (un 60 %) y uno de cada tres tiene más de 40 años. La mayoría trabaja en el sector de los servicios, residiendo en el norte y centro de Italia. El motivo de la inmigración peruana en Italia es la «reagrupación familiar».

## Historia
Los primeros peruanos que llegaron a Italia lo hicieron en el año 1969. eran ciudadanos de clase alta y descendientes de italianos emigrados hacia el Perú. El primer éxodo se llamó «De los Alpes a los Andes», durante el siglo XIX y los primeros años del siglo XX, pero la historia cambió el curso a finales del siglo XX donde la historia comenzó a llamarse de «Los Andes hacia los Alpes», debido a una inestabilidad política y económica que atravesó el Perú.[cita requerida]
Los primeros peruanos fueron bien recibidos por los italianos, eran técnicos industriales, profesionistas y empresarios, estos ciudadanos sudamericanos gozaron de buena imagen y reputación laboral, adquiriendo los mismos derechos ciudadanos que un italiano común.[cita requerida] A finales de los años 80 comenzaron a arribar al país peruanos pobres, peruanos urbanos de zonas populares y peruanos andinos de zonas rurales en masa. La crisis económica de los años 1990 del Perú arrojó hasta dos millones de ciudadanos hacia el exterior. Un porcentaje alto llegó a las ciudades italianas.
Los peruanos llegaron a Italia bajo contratos laborales de mano de obra barata contrados en las ciudades peruanas, Italia demandaba muchos trabajadores para ocupar los contratos del campo, de la industria, el servicio doméstico y el cuidado de niños y ancianos. Los dos últimos casos son motivo para la inmigración de mujeres. Para los peruanos era lo mismo emigrar hacia Estados Unidos y Europa, por ello no dudaron en llegar de forma masiva a las naciones europeas, principalmente del sur, para el año 2000, las empresas italianas habían registrado más de veinticinco mil agencias de contrato laboral tanto en Italia como en los países de Sudamérica, siendo las más numerosas las agencias instaladas en Perú.[cita requerida]
Los altos salarios que ofrecían los italianos a los extranjeros fue la causa central de la llagada masiva de peruanos hacia Italia, logrando así, convertir a la comunidad peruana en la más numerosa de ciudadanos hispanohablantes proveniente de América. Para el año 2005 comenzó a disminuir el empleo en Italia, el país empezó a tener problemas económicos lo que hizo que disminuyera un poco la llegada de ciudadanos peruanos, sin embargo, la composición social de muchas ciudades italianas ya tenía que tomar en cuenta la sanidad y la educación de los inmigrantes sudamericanos, debido a la gran cantidad de ciudadanos peruanos que ya no regresaron a su país y que tuvieron hijos nacidos en Italia, lo que les generó derechos para naturalización y residencia permanente.[cita requerida]
Actualmente, la mayoría de los inmigrantes está insertado en la sociedad italiana y se consideran italoperuanos.
Anualmente, el Gobierno Italiano abre un concurso de becas de 700 euros mensuales para permitir a peruanos realizar en Italia durante 6 a 9 meses estudios de posgrado en humanidades, arquitectura, ciencias, derecho, economía, artes o perfeccionamiento del idioma italiano.
Hasta 2014 se proyecta una exención de la visa Schengen para los peruanos residentes en cualquiera los países miembro de la Unión Europea por un espacio de 90 días. Igual valoración se espera para los residentes colombianos.

## Estadísticas
| Año  | Residentes peruanos |
| ---- | ------------------- |
| 2003 | 43 009              |
| 2004 | 53 378              |
| 2005 | 59 269              |
| 2006 | 66 506              |
| 2007 | 70 755              |
| 2008 | 77 629              |
| 2009 | 87 747              |
| 2010 | 98 603              |
| 2011 | 93 841              |
| 2012 | 99 173              |
| 2013 | 109 851             |
| 2014 | 110 668             |
| 2015 | 103 714             |
| 2016 | 109 110             |
| 2017 | 117 379             |
| 2018 | 119 128             |
| 2019 | 127 738             |

Entre 2003 y 2010, la tasa promedio de crecimiento anual fue de 13,4 %. Los años 2008 y 2009 presentaron el mayor crecimiento anual con una tasa de 19,8 % y 20,5 %, respectivamente, mientras que el 2010 tuvo la tasa más baja, con un 2,1 %.
Hasta el 1 de enero de 2019, los ciudadanos peruanos con un permiso de estadía en Italia eran 97 128, casi el 3% de los extranjeros inscrito en el Ministerio del Interior italiano. En el 2012 se reportó una disminución anual de inscripciones a los registros públicos llegando al 35,4 % (de 8686 nuevos inscritos del 2011 a 5614 en el 2012), ante un promedio de 9,3 %. El 29,5 % de los inmigrantes posee entre 40 y 54 años y el 19,9 % son menores de edad. En 2012 más del 60% de los inmigrantes peruanos arribaron por motivos familiares. Otros motivos de arribo son las oportunidades laborales.
El noroeste italiano acoge al 60% de los peruanos, siendo Lombardía (46 528 hab., 42,5 % de los peruanos) y Piamonte (14 336 hab., 13,1 % de los peruanos). El centro de Italia (en especial la ragión de Lazio) posee 33 895 peruanos, el 16,9 %. La ciudad de Milán posee el 34 % de los peruanos radicados. Toscana es la cuarta región con peruanos.